# Europejska stokrotka
Europejska Stokrotka jest wielobranżowym oznaczeniem powstałym w roku 1992. Obecnie funkcjonuje na podstawie rozporządzenia Parlamentu Europejskiego i Rady Europejskiej nr 1980/2000/EC oraz decyzji dotyczących poszczególnych kategorii produktów. Oznaczenie europejskie ma najszerszy zasięg geograficzny ze wszystkich ekoznaków. Można je uzyskać w każdym z krajów członkowskich UE. Do tej pory 400 produktów wytwarzanych przez ponad 120 firm zostało oznaczonych europejskim oznaczeniem ekologicznym.
O przyznanie europejskiego ekoznaku mogą wystąpić: producent, importer, usługodawca i dystrybutor produktu na dowolnym rynku europejskim. Wniosek o jego przyznanie powinien być złożony w kraju, w którym produkt zostaje po raz pierwszy wprowadzony do obrotu.